# ARDI
ARDI (англ. Access to Research for Development and Innovation) — програма співробітництва між Всесвітньою організацією інтелектуальної власності та відомими видавництвами науково-технічної інформації, що служить інформаційною платформою в рамках якої надається доступ до результатів досліджень для розвитку та інновацій. ARDI забезпечує доступ до більш ніж 200 онлайн-журналів для патентних відомств, навчальних та науково-дослідних установ у 107 країнах, що розвиваються (листопад 2011). Заявлена мета ARDI — «сприяння інтеграції країн, що розвиваються, в глобальну економіку знань, що дозволяє їм у повнішій мірі реалізувати свій творчий потенціал».
ARDI є складовою частиною програми Research4Life, що діє у чотирьох напрямах — HINARI (ресурси для медицини та здоров'я), AGORA (сільське господарство), OARE (довкілля) та власне ARDI (науково-технічна інформація). Research4Life надає країнам, що розвиваються, безкоштовний або недорогий доступ до академічного та професійного рецензованого онлайн-контенту в Інтернеті.

## Історія
Програму ARDI започаткувала Всесвітня організація інтелектуальної власності в липні 2009 року у співпраці з 12 великими видавництвами — American Association for the Advancement of Science; American Institute of Physics; Elsevier; Institute of Physics; John Wiley & Sons; Oxford University Press; National Academy of Sciences; Nature Publishing Group; Royal Society of Chemistry; Sage Publications; Springer Science+Business Media; and Taylor & Francis.

## Учасники
Установи, які мають право на участь у ARDI — патентні відомства, академічні установи та науково-дослідні інститути.. Всі члени зареєстрованої організації (науковці, педагогічний та адміністративний персонал, студенти) можуть скористатися інформаційними ресурсами, доступ до яких здійснюється завдяки ARDI.